# عباس قاجار
عباس قاجار (زاده ۲۱ تیر ۱۳۲۱ – درگذشته ۱۶ اسفند ۱۳۸۵) بازیگر سینما اهل ایران بود. وی مدیریت سینماهای جمهوری، شهر فرنگ و شهر قصه را نیز به عهده داشت.

## بازیگر
- دوستان (۱۳۷۸)
- سیاوش (۱۳۷۷)
- فریاد (۱۳۷۷)
- مرسدس (۱۳۷۶)
- قاصدک (۱۳۷۵)
- اعاده امنیت (۱۳۷۴)
- دام (۱۳۷۴)
- ضیافت (۱۳۷۴)
- فاتح (۱۳۷۴)
- تحفه هند (۱۳۷۳)
- بلوف (۱۳۷۲)
- افعی (فیلم) (۱۳۷۱)
- دو روی سکه (۱۳۷۱)
- ردپای گرگ (۱۳۷۱)
- قرق (۱۳۷۰)
- آپارتمان شماره ۱۳ (۱۳۶۹)
- گروهبان (۱۳۶۹)
- پرواز پنجم ژوئن (۱۳۶۸)
- دندان مار (۱۳۶۸)
- سرب (۱۳۶۷)
- شناسایی (۱۳۶۶)
- معما (۱۳۶۵)
- خاک و خون (۱۳۶۲)
- شیلات (۱۳۶۲)
- نقطه‌ضعف (۱۳۶۲)
- خط قرمز (۱۳۶۰)
- هزار بار مردن (۱۳۵۶)
- رامشگر (۱۳۵۵)
- قاصدک (۱۳۵۵)
- خاطرخواه (۱۳۵۱)
- صمد و سامی، لیلا و لیلی (۱۳۵۱)
- میعادگاه خشم (۱۳۵۰)
- نقره‌داغ (۱۳۵۰)
- جنجال عروسی (۱۳۴۹)
- پسر دهاتی (۱۳۴۵)
- ده سایه خطرناک (۱۳۴۴)

## تلویزیون
تازیانه بر باد